# Jan Matásek
Jan Matásek (* 1972 Praha) je český hudební skladatel, pozounista a herec. Působí též jako hudební pedagog hudebních seminářů na Katedře teorie umění a tvorby Fakulty humanitních studií Univerzity Karlovy a na Katedře alternativního a loutkového divadla DAMU.

## Život
Absolvoval Konzervatoř Pardubice obor trombon a pražskou Konzervatoř Jaroslava Ježka obor kompozice pod vedením Víta Clara.
Komponuje především scénickou hudbu pro česká divadla (např. divadlo Minor, Komedie, plzeňská Alfa a DJKT, Naivní divadlo Liberec, Nablízko, Drak, Západočeské divadlo v Chebu, brněnská Reduta, Viola ad.) a spolupracuje s řadou významných divadelních režisérů (Arnošt Goldflam, David Drábek, Jiří Adámek Austerlitz, SKUTR, Rostislav Novák ml., Braňo Holiček, Michal Dočekal, Michaela Homolová, Petr Lanta, Josef Krofta, Lída Engelová, Jiří Nekvasil, Ivo Kristián Kubák, Jan Jirků, Eva Leinweberová, Petr Halberstadt, Kateřina Volánková/Letáková, David Jařab, Anna Klimešová, Roman Zach, Radovan Lipus a další...). Od roku 2001 působí jako skladatel, muzikant a herec v divadlo Minor v Praze.
Věnuje se také kompozici artificiálních hudebních forem (Requiem, fanfáry, drobné klavírní skladby, sbory) a účinkuje jako hudebník a herec v řadě inscenací. Je autorem znělky a hudby k seriálu "Kombajn je fajn" a spoluautorem hudby k seriálu "TvMiniUni" v České televizi. V roce 2018 zkomponoval celovečerní balet na motivy povídky "Vánoční koleda" Charlese Dickense uváděný v Divadle F. X. Šaldy v choreografii Richard Ševčík. Zde také byl v roce 2020 proveden jeho další balet "Sedmero krkavců". Jeho třetí balet “Geiko 芸妓” se od května 2024 uvádí na scéně DJKT v Plzni.
Jako lektor se účastní divadelních festivalů (Jiráskův Hronov, Loutkářská Chrudim) a vede od roku 1995 hudební semináře na Fakultě humanitních studií Univerzity Karlovy. Průběžně participuje na dalších hudebně-hlasových workshopech pro děti i dospělé (Zpěvomat, KC Vozovna, Nipos-Artama, Struny dětem, Na prknech, dlažbě i trávě...)